# Drugi próg życia
Drugi próg życia – wydana w 1980 przez „Naszą Księgarnię” antologia polskich opowiadań fantastycznonaukowych publikowanych na łamach czasopisma „Młody Technik” w latach 1956–1978. Wyboru dokonał Zbigniew Przyrowski, redaktor naczelny miesięcznika. Książkę opracował graficznie Tomasz Borowski.
Redaktor dokonał wyboru, kierując się kilkoma kryteriami: opublikowano teksty, które nie znalazły się w poprzednio publikowanych przez wydawnictwo antologiach Posłanie z piątej planety (1964) i Wołanie na Mlecznej Drodze (1976), przyjęto zasadę „jeden autor – jeden tekst”, redaktor chciał także wprowadzić do antologii teksty o różnorodnej tematyce.

## Spis utworów
Układ chronologiczny
- Tadeusz Unkiewicz – Elmis (1956)
- Tadeusz Suchorzewski – Chi-hua-hua (1956)
- Wacław Gołembowicz – Kłopoty z fantazją (1958)
- Stanisław Lem – Test (1958)
- Konrad Fiałkowski – Wróble Galaktyki (1961)
- Andrzej Kossakowski – Nie dałem się uśpić (1961)
- Krzysztof Boruń – Fantom (1962)
- Stefan Weinfeld – Zwrotnica czasu (1964)
- Ryszard Sawwa – Raport (1966)
- Andrzej Czechowski – Wieczorne niebo  (1967)
- Dariusz Filar – Niezbyt szczęśliwi  (1970)
- Adam Jaromin – Kłopoty wynalazcy (1970)
- Witold Zegalski – O człowieku, którego bolała sprężarka (1972)
- Zbigniew Dworak – Model supernowej (1972)
- Krzysztof Malinowski – Uczniowie Paracelsusa (1972)
- Wiktor Żwikiewicz – Marzenie (1972)
- Janusz Zajdel – Przejście przez lustro (1973)
- Henryk Gajewski – Precedens (1973)
- Julia Nidecka – Megalomania (1976)
- Jacek Sawaszkiewicz – Patent (1976)
- Mirosław Kwiatek – Drugi próg życia (1977)
- Janusz Siwek – Przydział (1978)
- Andrzej Urbańczyk – Świerszcz (1978)
- Andrzej Stoff – Dom (1978)

## Analiza i krytyka
Przyrowski, prezentując koncepcję antologii, pisał w jej wstępie, że redakcja postanowiła wprowadzić tematykę fantastycznonaukową na łamy czasopisma w połowie lat 50., a decyzja ta wynikła z przekonania, „że czytelnicy «Młodego Technika», a więc młodzi ludzie zainteresowani nauką i techniką, przyszli kontynuatorzy postępu cywilizacyjnego, powinni odznaczać się nie tylko wiedzą i umiejętnościami naukowo-technicznymi, lecz także śmiałą, a równocześnie wyostrzoną wyobraźnią, pozwalającą dostrzegać różne strony wybiegających w przyszłość pomysłów i koncepcji”. Redaktor zauważył, że realizacja postanowienia początkowo napotykała na trudności, gdyż chciano promować tylko polską fantastykę, co nie było łatwe, bowiem „fantastyka naukowa nie cieszyła się wówczas w naszym kraju [...] popularnością”. Kłopoty skończyły się wraz ze „złotym okresem” w twórczości Stanisława Lema i od początku lat 60. redakcja miała napływ wartościowych tekstów. 
Przyrowski przyznał też, że niektóre teksty już po kilkunastu latach od publikacji trudno nazwać fantastycznymi, gdyż „rzeczywistość dogoniła i wyprzedziła fantazję”, konkludując: „okazuje się, że i w science fiction nie takie znowu ważne są te wszystkie niezwykłe – stanowiące, zdawałoby się, główny jej atrybut – aparaty, maszyny, urządzenia. Tym trwalsza jest ta literatura, im lepiej potrafi ukazać oczekiwania, fascynacje i niepokoje epoki, w której powstaje”.
Izabela Stachelska w „Poradniku Bibliotekarza” w 1980 umieściła zbiór w rekomendowanym wykazie „Nowe książki dla dzieci i młodzieży”. Powtarzając niektóre dane za Przyrowskim, określiła go jako duży zbiór i oceniła, że nowele „dają obraz rozwoju polskiej fantastyki naukowej i szeroki przekrój jej tematyki”.
W 1990 Wojtek Sedeńko krótko podsumował, że antologia „prezentuje najlepsze opowiadania z 25-letniego dorobku rubryki SF w «Młodym Techniku»”.
Pisząc w 2015 w książce Wybory popkultury, Paweł Aleksandrowicz uznał tom za wpisujący się w bardziej tradycyjny nurt fantastyki filozofującej, abstrakcyjnej i opisującej zagadnienia takie jak podróże międzygwiezdne i spotkania z Obcymi.